# Tamsaout (kommun)
Tamsaout (franska: Tamsaout (CR), Tamsaout (Commune Rurale), arabiska: تامساوت) är en kommun i Marocko.   Den ligger i provinsen Al Hoceïma och regionen Tanger-Tétouan-Al Hoceïma, i den nordöstra delen av landet, 210 km öster om huvudstaden Rabat. Antalet invånare är 12 610.